# Hepatitis-B-Impfstoff

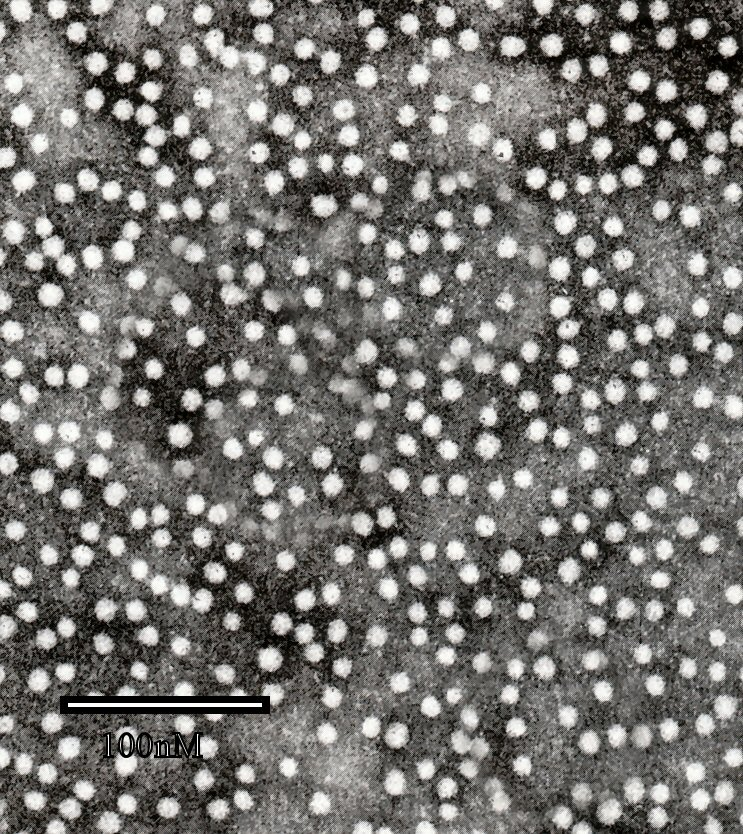
Virusartige Partikel des HBsAg

Ein Hepatitis-B-Impfstoff ist ein Impfstoff gegen das Hepatitis-B-Virus. Die Impfung gegen Hepatitis B wird von der Weltgesundheitsorganisation in allen Ländern bei Geburt empfohlen.

## Eigenschaften
Die erste Form von Hepatitis-B-Impfstoffen bestand aus Hitze-inaktivierten Hepatitis-B-Viren und wurde ab 1969 von Baruch Blumberg und Irving Millman entwickelt. Da das Hepatitis-B-Virus zu den Onkoviren gehört, waren diese Hepatitis-B-Impfstoffe gleichzeitig auch die früheste zugelassene Form eines prophylaktischen Krebsimpfstoffs.
Ab 1981 wurden in den USA inaktivierte Virosomen zugelassen, die aus dem Blut HBV-positiver Spender isoliert wurden. Dieser in der Arbeitsgruppe von Maurice Hilleman entwickelte Impfstoff mit dem Namen Heptavax war der weltweit erste zugelassene Untereinheiten-Impfstoff. Er bestand nicht aus vollständigen Viren, sondern aus einzelnen Proteinen des Hepatitis-B-Virus. Die Inaktivierung der virusartigen Partikel erfolgte unter anderem durch Zugabe von Pepsin zur Proteolyse sowie Formaldehyd und Harnstoff zur Denaturierung.
Im Jahr 1986 wurde in den USA das rekombinante Protein HBsAg zugelassen, welches herstellungsbedingt geringere Möglichkeiten der Kontamination aufweist und keine Hepatitis-B-Viren enthalten kann. Dieser in Hefen hergestellte Impfstoff war der weltweit erste zugelassene rekombinante Impfstoff.
Hepatitis-B-Impfstoffe befinden sich auf der Liste der unentbehrlichen Arzneimittel der Weltgesundheitsorganisation. Weiterhin sind sie unter anderem Bestandteil von Mehrfachimpfstoffen in Kombination mit Hepatitis-A-Impfstoffen. Die Weltgesundheitsorganisation empfiehlt eine Verwendung von Hepatitis-B-Impfstoffen in einem Fünffachimpfstoff mit Impfstoffen gegen Diphtherie, Tetanus, Pertussis und Haemophilus influenzae b.
Der Impfstoff Heplisav B ist mit dem CpG-Oligonukleotid 1018 adjuvantiert.

### Immunologie
Der Impfstoff wird meistens dreimal verabreicht, um die volle Impfwirkung zu erreichen. Dadurch werden neutralisierende Antikörper gegen HBsAg gebildet, die vor einer Infektion mit HBV schützen. Der Erfolg der Impfung kann nach einem bis vier Monaten durch eine Bestimmung des Anti-HBs-Titers überprüft werden. Etwa 85 bis 95 % der Geimpften entwickeln eine Immunität. Ein ausreichender Titer für Hepatitis-B-Impfstoffe liegt über 100 mIU/ml. Bei einem Antikörpertiter von unter 100 mIU/ml (in der Blutentnahme im Anschluss an die dritte Impfdosis) sollten weitere Impfdosen verabreicht werden. Man spricht von sogenannten „Low-Respondern“ (Anti-Hbs 10 bis 99 IE/l). Weiterhin kann nach einer Exposition mit einem anti-HBsAg-Antikörper passiv immunisiert werden.
Schwache Impfwirkungen können durch Alter über 40 Jahren, Übergewicht und Rauchen auftreten. Weiterhin wurden schwache Impfwirkungen bei Alkoholismus, Immunsupprimierten und Dialyse-Patienten beobachtet.
Personen mit Anti-HBs-Werten unter 10 IE/l nach der Grundimmunisierung gelten als „Non-Responder“. In diesem Fall wird eine Bestimmung von HBsAg und Anti-HBc zum Ausschluss einer bestehenden chronischen HBV-Infektion empfohlen.
Die Immunität dauert etwa 25 Jahre. Bei beruflich exponierten Personen wird in Großbritannien eine erneute Impfung alle fünf Jahre empfohlen.

## Nebenwirkungen
Unerwünschte Arzneimittelwirkungen bei Hepatitis-B-Impfstoffen umfassen Schmerzen an der Einstichstelle und eintägige grippeähnliche Symptome.
Vermutete Zusammenhänge zwischen Impfungen mit Hepatitis-B-Impfstoffen und multipler Sklerose konnten nicht bestätigt werden. Trotzdem hat 2017 der Europäische Gerichtshof es französischen Gerichten erlaubt, der Familie eines an MS erkrankten und daran verstorbenen Franzosen, der zuvor eine Hepatitis-B-Impfung erhalten hatte, Schadenersatz für einen angeblichen Impfschaden zuzusprechen.

## Handelsnamen
Handelsnamen für Hepatitis-B-Impfstoffe sind z. B. Engerix-B, Recombivax HB, Elovac B, Genevac B, Heplisav B, Shanvac B, PreHevbri und Fendrix.
Ein Handelsname für einen kombinierten Hepatitis-A- und Hepatitis-B-Impfstoff ist Twinrix.